# Idgia hoffmanni
Idgia hoffmanni is een keversoort uit de familie Prionoceridae. De wetenschappelijke naam van de soort is voor het eerst geldig gepubliceerd in 1939 door Gressitt.